# 三十年式実包
三十年式実包（さんじゅうねんしきじっぽう）とは、村田連発銃実包（8mm×53R）に代わる新しい小銃弾薬として、1897年（明治30年）に三十年式歩兵銃と共に採用された弾薬である。三十年式銃弾薬筒、三十年式銃実包、三十年式小銃実包、三十年式歩兵銃実包等とも表記される。
三十年式歩兵銃のほか、三十年式騎銃、三十五年式海軍銃、保式機関砲（保式機関銃）にも使用され、採用初期の三八式歩兵銃、三八式騎銃、三八式機関銃にも使用された。弾頭は円頭型（蛋形）である。

## 性能
初期の三十年式実包は、2.07gの小銃用無煙火薬で10.5gの弾頭を発射した。三十年式歩兵銃から射出された弾丸は初速700m/sを発揮した。
三八式歩兵銃の制式化に伴い、1907年（明治40年）9月に今までの円頭弾（蛋形弾）に替わり、尖頭弾である四〇式銃弾を装した三八式実包が採用された。これは2.15gの無煙小銃薬を用い、9gの弾頭を初速770m/sで発射するようになった。
同時期の世界各国の6.5mmクラスの実包では、イタリアのカルカノ弾（6.5mm×52）、スウェーデンのスウェーディッシュ・モーゼル弾（6.5mm×55）、オーストリアのマンリッヒャー弾（6.5mm×54）などがある。

## 弾種
三十年式実包の弾薬は、実包、空包、擬製実包の三種が制定されていた。後、狭窄射撃実包が加えられた。

## 構造
三十年式実包は、薬莢、雷管、装薬、弾丸から構成されている。
全長51mmの薬莢は黄銅を数回鍛錬し、さらに圧搾してボトルネックの形状を作っている。薬莢の内部は、前部の絞られた形状の弾丸室と、後部のゆるくテーパーのついた装薬室から成る。底部には半起縁式のリムを持ち、起縁溝がある。この溝はエキストラクターの爪をかける部分である。薬莢の底部には雷管室があり、雷管をはめこむようになっている。この雷管室の中央に小突起部があり、雷管の発火を確実にしている。これはベルダン式の構造である。射撃時にこの突起が変形する恐れがあり、空薬莢の再使用ができなかった。雷管は黄銅製で小型のカップ状をしており、0.02gの爆粉を内蔵している。この爆粉は錫板で密閉された。薬莢内部には無煙小銃薬を収め、薬量は2.07gである。弾丸は内部に純鉛の弾芯があり、これを白銅で被甲している。弾丸直径は6.65mm、長さ32.5mm、重量は10.5gである。実包の全備重量は22gであった。
実包は5発が挿弾子（クリップ）に挿入されており、これを3個合わせ、紙函（紙箱）に保管されていた。銃弾箱には、一箱あたり1,260発が収納されていた。重量は41㎏である。クリップは黄銅製、内部に鋼製のバネがついている。
空包は薬莢、雷管、装薬および紙製の擬製弾丸から構成されている。薬莢と雷管は実包と同様である。この擬製弾丸は厚紙でできており、外側に空包塗料「ベルニー」を塗って仕上げてある。装薬量は0.8gで、小銃用無煙空包薬 を用いた。空包の全備弾量は10.42gである。空包もまたクリップに5発ずつ挿入され、15発一括で紙箱に入れられた。
擬製実包は薬莢と擬製弾丸から構成された。両方とも黄銅製である。薬莢には火薬、雷管を装備しない。雷管の代わりとして、底部に爆粉を入れていない銅製の管をとりつけた。薬莢外部には、二条の刻線（ローレット）による帯を刻んでいる。また黄銅製の擬製弾丸は中空で、表面には二条の溝が彫られている。クリップは全て鋼製であり、色は暗色であった。
このほか、訓練射撃用に狭窄射撃実包が用意されていた。これは球形の弾丸と円筒形の木製の栓（木塞）を薬莢に詰めたものである。木塞は球形弾の後方に詰められた。装薬は無煙小銃薬で装薬量0.4g、着火を確実にするため、装薬を綿で薬莢底部に固定している。狭窄射撃実包は小銃射撃動作の訓練、航空機の射撃訓練、動目標への射撃訓練、夜間射撃訓練などに用いられた。

## 現在
三十年式歩兵銃や三八式歩兵銃の少なからぬ数が、戦後欧米の銃器市場でスポーツ射撃又は狩猟銃として出回った事により、三十年式実包は後継の三八式実包共々、現在も一定以上の需要が存在し続けている。欧米市場では両弾薬を一括して6.5mm×50 セミリムド アリサカという規格で取り扱っており、実包はスウェーデンのノルマ社、米国のホーナディ社やプレシジョン・カートリッジ社等から販売されている。なお、薬莢長はオリジナルの軍用実包が51mm(2 in)なのに対して、民生の6.5mm×50SR規格は50.39mm(1.984 in)となっており、若干長さに違いが見られる。ハンドロードに用いられる薬莢はセルビアのPrviパルチザン社から販売されている他、.220 スウィフト弾用の薬莢をリサイズして用いる場合もある。弾頭は0.264口径のものが適用できる。